# FC Hilversum in het seizoen 1965/66
Het seizoen 1965/1966 was het 11e jaar in het bestaan van de Hilversumse betaaldvoetbalclub Hilversum. De club kwam uit in de Tweede divisie A en eindigde daarin op de 12e plaats. Tevens deed de club mee aan het toernooi om de KNVB beker, hierin werd de club in de groepsfase uitgeschakeld.

## Wedstrijdstatistieken

### Tweede divisie A
|       | AGOVV | Gooiland | De Graafschap | Heerenveen | HVC   | PEC   | Tubantia | Veendam | Vitesse | Wageningen | FC Zaanstreek | ZFC   | Zwartemeer | Zwolsche Boys |
| ----- | ----- | -------- | ------------- | ---------- | ----- | ----- | -------- | ------- | ------- | ---------- | ------------- | ----- | ---------- | ------------- |
| Thuis | 0 – 2 | 2 – 2    | 0 – 4         | 3 – 1      | 2 – 0 | 0 – 2 | 1 – 0    | 0 – 5   | 2 – 3   | 0 – 0      | 0 – 0         | 0 – 1 | 1 – 1      | 3 – 0         |
| Uit   | 1 – 1 | 1 – 1    | 2 – 0         | 2 – 0      | 2 – 1 | 3 – 2 | 1 – 1    | 1 – 1   | 3 – 2   | 4 – 0      | 2 – 0         | 0 – 1 | 2 – 2      | 2 – 1         |

### KNVB beker
| Groepsfase                                                 | Hilversum                                                    | 1 – 2 (1 – 0) | DOS                                    |
| 19 september 1965 Plaats: Hilversum Gemeentelijk Sportpark | Heinz Kraneveldt 33'                                         |               | 67' Tonny van der Linden 89' Henk Wery |
| Groepsfase                                                 | SC Gooiland                                                  | 0 – 1 (0 – 1) | Hilversum                              |
| 7 november 1965 Plaats: Hilversum Gemeentelijk Sportpark   |                                                              |               | 22' Peter Wiskie                       |
| Groepsfase                                                 | Velox                                                        | 3 – 1 (1 – 0) | Hilversum                              |
| 2 januari 1966 Plaats: Utrecht Koningsweg                  | Wim Heerbaart 1' Joop van Maurik 66' Wilco Schras 79' (e.d.) |               | 76' Joop de Haan                       |

## Statistieken Hilversum 1965/1966

### Eindstand Hilversum in de Nederlandse Tweede divisie A 1965 / 1966
| Stand | Gespeeld | Gewonnen | Gelijk | Verloren | Punten | Doelpunten voor | Doelpunten tegen |
| ----- | -------- | -------- | ------ | -------- | ------ | --------------- | ---------------- |
| 12e   | 28       | 5        | 9      | 14       | 19     | 27              | 47               |

### Topscorers
| #      | Naam              | Goal |
| ------ | ----------------- | ---- |
| 1.     | Hans van Eikeren  | 7    |
| 2.     | Evert Pluim       | 4    |
| 2.     | Eddy Westbroek    | 4    |
| 4.     | Leen Vermeulen    | 3    |
| 5.     | Nico van der Meer | 2    |
| 5.     | Eddy Quinet       | 2    |
| 5.     | Peter Wiskie      | 2    |
| 8.     | Hans Akkerman     | 1    |
| 8.     | Heinz Kraneveldt  | 1    |
| 8.     | Jan de Zeeuw      | 1    |
| Totaal | Totaal            | 27   |

| #      | Naam             | Goal |
| ------ | ---------------- | ---- |
| 1.     | Joop de Haan     | 1    |
| 1.     | Heinz Kraneveldt | 1    |
| 1.     | Peter Wiskie     | 1    |
| Totaal | Totaal           | 3    |